# Basso Sciarretta
Basso Sciarretta (Termoli, 18 marzo 1921 – Borgo San Dalmazzo, 26 gennaio 2006) è stato un artista, scultore e pittore italiano.

## Biografia
Basso Sciarretta, nasce a Termoli nel 1921 da padre molisano e madre pugliese.
Fino al 1955 è vissuto a Torino, dove è stato allievo di Dante Selva, qui infatti ha cominciato come apprendista, perfezionando il suo talento naturale. Ha vissuto per molti anni a Borgo San Dalmazzo paese in cui esiste un'ampia collezione di opere, per le quali i familiari dispongono di uno spazio espositivo permanente.
La prima esposizione di sue opere avvenne nel 1953 a Torino in una mostra personale e in quella nazionale allestita dalla Società Promotrice delle Belle Arti.
Dalla pittura Sciarretta è pervenuto alla ceramica, poi alla scultura e al design di arazzi e sculture tessili. Parte delle opere sono visibili sul sito a lui dedicato.